# Linha de passe
Linha de Passe  es una película dramática brasileña de 2008 dirigida por Walter Salles y Daniela Thomas. Escrita por Salles, Thomas y Bráulio Mantovani. Fue protagonizada por la actriz Sandra Corveloni quien obtuvo el reconocimiento en el Premio a la Mejor Actriz del Festival de Cine de Cannes en 2008 por su papel, además siendo su primera película cinematográfica.

## Sinopsis
La película cuenta la historia de cuatro medio hermanos pobres que viven con la misma madre, Cleuza, pero padres diferentes, viven en un barrio suburbano en la periferia de São Paulo y tienen que luchar para seguir sus sueños. Dario, busca la oportunidad de una vida mejor con sus habilidades de fútbol ; Dênis sobrevive como mensajero de motocicletas; Dinho trabaja en una estación de servicio y ayuda en la iglesia local y Reginaldo, aunque dotado como jugador de fútbol sueña con convertirse en conductor de autobuses. Cleuza, embarazada de su quinto hijo, trabaja como limpiadora para una mujer en un área de clase media.

## Reparto
- Sandra Corveloni como Cleuza.
- João Baldasserini como Dênis.
- Vinícius de Oliveira como Dario.
- José Geraldo Rodrigues como Dinho.
- Kaique Jesus Santos como Reginaldo.